# Georg Pfeffer (Ethnologe)
Georg Pfeffer (* 17. Januar 1943 in Berlin; † 20. Mai 2020) war ein deutscher Ethnologe. Er war von 1985 bis 2008 Professor an der Freien Universität Berlin.

## Leben

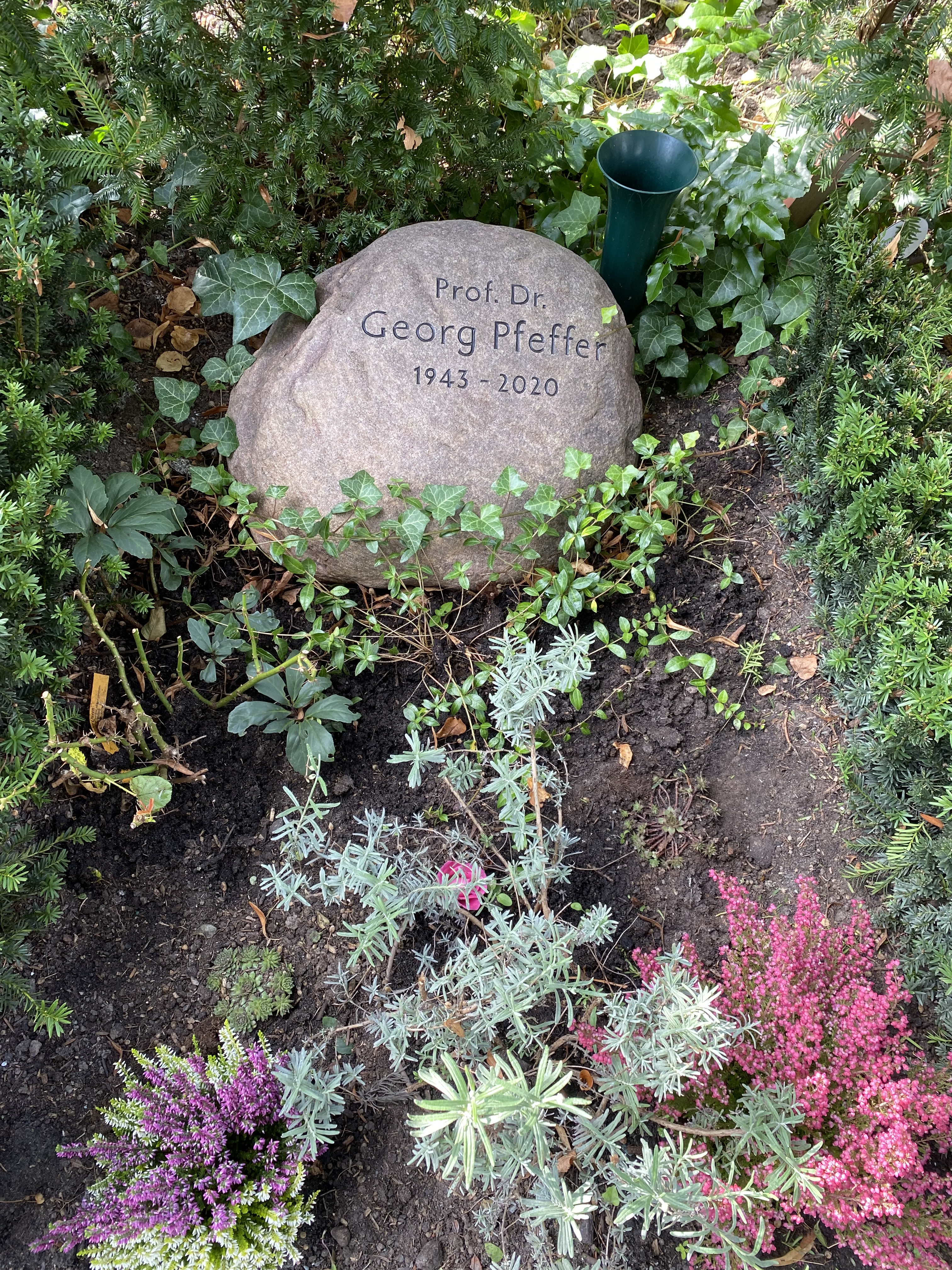
Grabstätte von Georg Pfeffer

Der Sohn des Soziologen Karl Heinz Pfeffer und der britischen Lehrerin Margaret Wainman Kirby wuchs nach dem Zweiten Weltkrieg in einem Dorf in Hessen und später in Hamburg auf. Der Tierphysiologe Ernst Pfeffer und der Journalist Robert Pfeffer waren seine Brüder. Als 16-Jähriger zog er mit seinen Eltern nach Lahore in Pakistan, wo der Vater eine Professur hatte und Georg Pfeffer von 1959 bis 1962 das Forman Christian College besuchte. Nach einer Banklehre und einem abgebrochenen Jurastudium studierte er ab 1966 Völkerkunde (u. a. bei Rolf Herzog), Soziologie und Religionsgeschichte an der Universität Freiburg, wo er 1970 mit einer Arbeit über Pariagruppen des Pandschab promoviert wurde. 1971 wechselte er als wissenschaftlicher Assistent an das Südasien-Institut der Universität Heidelberg. Im „ersten Orissa-Projekt“ im Rahmen des DFG-Sonderforschungsbereichs 16 (Südasien) führte er langfristige Feldstudien zu den Shasana-Brahmanen in und um die Tempelstadt Puri durch, über die er 1976 habilitierte.
Ab 1978 war Pfeffer Universitätsdozent und von 1979 bis 1985 Professor für Ethnologie an der Universität Heidelberg. Er lehrte von 1985 bis 2008 als Universitätsprofessor am Institut für Ethnologie der Freien Universität Berlin, wo er den Forschungsschwerpunkt Asien leitete.
Von 1993 bis 1995 war Pfeffer erster Vorsitzender der Berliner Gesellschaft für Anthropologie, Ethnologie und Urgeschichte.
Pfeffer starb am 20. Mai 2020 nach schwerer Krankheit und wurde auf dem Berliner Friedhof Dahlem beigesetzt.

## Forschung
Pfeffer spezialisierte sich in seiner wissenschaftlichen Karriere auf Südasienforschung und Verwandtschafts-, Herrschafts- und Religionsethnologie.
In den Jahren 1968 und 1969 führte er seine erste ethnologische Feldforschung bei der nichtmuslimischen Minderheit der Abortkehrer in der Altstadt von Lahore sowie vergleichende Untersuchungen im indischen Amritsar durch, über die er 1970 promovierte („Pariagruppen im Pandschab“).
1971–1972 verbrachte Pfeffer ein weiteres Jahr mit ethnographischer Forschung im Rahmen des ersten „Orissa Projekts“ (1970 bis 1976) der DFG bei den Sasana-Brahmanen, die im Distrikt Puri im indischen Bundesstaat Orissa das statushöchste Segment der Brahmanen bilden. Diese regionale Elite war der Gegenstand seiner Habilitationsschrift.
In den Jahren 1974–1976 unterrichtete Pfeffer als Gastdozent an der Quaid-i-Azam University in Islamabad, Pakistan. Zusammen mit Professor A.K. Dani, dem Dekan für Sozialwissenschaften, gründete er das dortige Department of Anthropology und betreute erste ethnographische Forschungsarbeiten.
Pfeffers ethnographische Interessen führten ihn ab 1980 in die Berge von Westorissa, wo er bis 2002 fast jährlich monatelang Dörfer besuchte. Er hielt sich länger bei den Kuttia Kond im Distrikt Kandhamal und den Gadaba im Distrikt Koraput auf.
Pfeffer nahm bei mehr als 30 verschiedenen ethnischen Einheiten die jeweilige Verwandtschaftsterminologie sowie Heiratsregeln und Heiratspraktiken auf. Als Ergebnis registrierte er deutliche Differenzen zwischen diesen drei analytischen Bezugsebenen und ein für die mittelindischen Stammesgebiete bezeichnendes System der Affinität (Schwägerschaft) und der Konsanguinität (Blutsverwandtschaft), das sich deutlich von den für Nordindien oder Südindien typischen Systemen unterscheidet.
Weiterhin untersuchte er die Sekundärbestattung der Gadaba. Diese bezeichnet die „Rückkehr“ der Verstorbenen in der Gestalt von Büffeln und den groß angelegten systematischen Tausch dieser Seelenträger, der im Rahmen einer „großen Hochzeit“ wechselseitig agnatische Dörfer quasi inzestuös in Analogie zu den affinalen Außenbeziehungen verbindet.
Nach Roy, Elwin und von Fürer-Haimendorf ist Georg Pfeffer der erste sozialanthropologisch orientierte Ethnologe, der sich langfristig vergleichend in empirischer Forschung dem Komplex der mittelindischen Stammesgesellschaften gewidmet hat. Im Rahmen des zweiten „Orissa Projekts“ (1999–2006) der DFG betreute Pfeffer auch langfristige Forschungen von Peter Berger, Lidia Guzy, Roland Hardenberg, Tina Otten, Uwe Skoda und Christian Strümpell, die die ethnologischen Kenntnisse über Mittelindien fundamental erweitert haben.
Während und nach seiner Universitätslaufbahn als Ethnologe äußerte sich Pfeffer regelmäßig in Vorträgen und Publikationen zu politischen Themen in Pakistan und Indien. Seine besondere Sorge galt der unmittelbaren Bedrohung der indischen Stammesbevölkerung. Große Stammesgebiete der Bundesstaaten Orissa und Jharkhand sind von multinationalen Konzernen für den Abbau von Mineralien vorgesehen, so dass Millionen Einheimischer ihren Lebensraum und zumindest ihre sozio-kulturelle Existenz noch verlieren könnten, wie das Beispiel der mit deutscher Hilfe gebauten „Stahlstadt“ Rourkela in Orissa nachdrücklich demonstriert.

## Werke (Auswahl)
als Autor
- Lewis Henry Morgan’s Comparisons. Reassessing Terminology, Anarchy and Worldview in Indigenous Societies of America, Australia and Highland Middle India. Berghahn, New York 2019. ISBN 978-1-78920-317-2 hardback; ISBN 978-1-78920-318-9 (E-Book)
- Verwandtschaft als Verfassung. Unbürokratische Muster öffentlicher Ordnung. Nomos, Baden-Baden 2016, ISBN 978-3-8487-2421-5 (Print), ISBN 978-3-8452-6580-3 (ePDF).
- Status and affinity in Middle India. Steiner, Wiesbaden 1982, ISBN 3-515-03913-9. (Beiträge zur Südostasienforschung; 76)
- Pariagruppen des Pandschab. Renner, München 1970. (zugl. Dissertation, Universität Freiburg/B. 1970)
- Hunters, Tribes, Peasants. Cultural Crisis and Comparison. NISWASS-CEDEC Press, Bhubaneswar 2003. (The Dr. Ambedkar Memorial Lecture Series)
- Puri’s Vedic Brahmins Continuity and Change in their Traditional Institutions. In: Anncharlott Eschmann, Hermann Kulke, Gaya C. Tripathi (Hrsg.): The Cult of Jagannatha and the Regional Tradition of Orissa. Manohar Publ., New Delhi 1978, S. 421–437.

als Herausgeber
- Concept of Tribal Society. Concept Publ., New Delhi 2002, ISBN 81-7022-983-9. (Contemporary Society. Tribal Studies; Bd. 5) (zusammen mit Deepak Kumar Behera).